# Пам'ятки монументального мистецтва Котелевського району
У Котелевському районі Полтавської області нараховується 4 пам'яток монументального мистецтва.
| # | назва                                                      | адреса                              |
| - | ---------------------------------------------------------- | ----------------------------------- |
| 1 | Пам'ятник-бюст двічі Герою Радянського Союзу С. А. Ковпаку | смт Котельва, центр                 |
| 2 | Пам'ятник-бюст Т. Г. Шевченку                              | смт Котельва, вул. Полтавський Шлях |
| 3 | Пам'ятник-бюст Т. Г. Шевченку                              | с. Діброва                          |
| 4 | Пам'ятник-бюст Герою Радянського Союзу І. І. Спичаку       | с. Лабурівка                        |